# Valle de Bardají
Pour les articles homonymes, voir Bardají.
El Valle de Bardají (la Vallée de Bardají) est une vallée située dans les Pyrénées Centrales Espagnoles, dans la comarque de la Ribagorza, dans la province de Huesca et la communauté autonome d'Aragon.

## Géographie
Délimitée par la sierra de Zervin à l'ouest (entre 1 600 et 1 700 m d'altitude), par la Montañeta de Gabas au Nord (entre 1 700 et 2 100 m d'altitude) et par le massif du Turbon à l'est (2 492 m d'altitude). Orientée du nord-est au sud-ouest, accessible par le sud-ouest depuis la route Campo - Villacarli (HUV 9401), à environ 7 à 8 km de Campo. La route est goudronnée jusqu'à Llert qu'une piste relie à Esterun. Un sentier de grande randonnée traverse au nord-est la Montañeta de Gabas par le puerto (col) de la Muria (1 660 m d'altitude) vers San Martin de Veri. Cette vallée comporte deux villages : Llert (1 005 m d'altitude) et Esterun (1 029 m d'altitude) qui comptent une vingtaine d'habitants à eux deux
.
Elle est traversée par le rio (rivière) Rialbo dans lequel se jettent plusieurs torrents. Le Rialbo est un affluent du rio Esera peu après Campo.

## Histoire
Ce lieu a été très vraisemblablement nommé ainsi du temps de la présence des Maures puisqu'on retrouve actuellement ce terme comme nom de famille dans les pays arabes.
Fortunon Ximenez se maria avec Mayor de Biel en l'an 1087, ce chevalier au service du Roi d'Aragon fut le premier seigneur de la Vallée de Bardaji dont la famille prit le nom quatre générations plus tard.

## Démographie
Le territoire municipal (termino municipal) englobe administrativement sur 45 km2 les localités de Aguascaldas, Biescas, Esterun, Llert et Santa Maura.
La mairie (Ayuntamiento) se trouve à Aguascaldas. Le peuplement est de type rural (50 habitants en 2011), la densité est de 1,1 habitant/km2. Cette zone a connu l'exode rural des années 1960, la démographie s'est stabilisée depuis 1991.

## Économie
Agriculture et élevage.

## Lieux et monuments
Église romane San Esteban (XIe siècle) et vieille tour de Llert.
Fontaines de Saint-Pierre (Fuentes de San Pedro)
Église romane d'Esterun (XIIe siècle)
Ruines de l'Ermitage roman de San Adrian (1140) dans le massif du Turbon, proche de la cime, à plus de 2 000 mètres d'altitude et à côté duquel coule une source.